# Liparetrus ebeninus
Liparetrus ebeninus är en skalbaggsart som beskrevs av Macleay 1886. Liparetrus ebeninus ingår i släktet Liparetrus och familjen Melolonthidae. Inga underarter finns listade i Catalogue of Life.